# Wilhelm Schotte
Wilhelm Christian Schotte (* 8. Oktober 1777 in Niederwildungen; † 18. Januar 1849 ebenda) war ein deutscher Bäckermeister, Bürgermeister und Politiker.

## Leben
Schotte war der Sohn des Bürgers in Nieder-Wildungen und Händlers in Kassel Henrich Christian Schotte (* 22. Januar 1742 in Nieder-Wildungen; † 13. Oktober 1801 ebenda) und dessen erster Ehefrau Catharina Elisabeth geborene Rothauge (* 8. November 1745 in Nieder-Wildungen; † 30. Juni 1786 ebenda). Er war evangelisch und heiratete am 29. Juni 1802 in Nieder-Wildungen Johanna Margretha Kidding (* 15. August 1786 in Nieder-Wildungen; † 15. September 1809 ebenda), die Tochter des Krämers, Hansebruders und Ratsgewandten Johann Bartholomäus (Barthold*) Christian Kidding (Kötting) und der Anna Catharina Dülfer. Nach dem Tod der ersten Ehefrau heiratete er am 30. August 1811 in Nieder-Wildungen Friederike Christiane Schnedler (* 4. Dezember 1790 in Nieder-Wildungen; † 1. April 1855 ebenda), die Tochter des Bäckermeisters und Gastwirts Johann Christian Schnedler (* 23. Juni 1753 in Bergfreiheit; † 23. Oktober 1818 in Nieder-Wildungen) und der Dorothea Elisabeth Schäfer.
Schotte erwarb am 25. September 1802 das Bürgerrecht in Nieder-Wildungen und lebte dort als Bäckermeister. 1821/22 war er Bauinspektor, 1828 Waldherr und Stadthauptmann und von 1829 bis 1833 und von 1838 bis 1842 Bürgermeister der Stadt Nieder-Wildungen. Als solcher war er vom 17. Oktober 1829 bis 1833 und erneut vom 13. Oktober 1838 bis zum 14. November 1842 Mitglied des Landstandes des Fürstentums Waldeck.